# Alyxia annamensis
Alyxia annamensis är en oleanderväxtart som beskrevs av Pitard. Alyxia annamensis ingår i släktet Alyxia och familjen oleanderväxter. Inga underarter finns listade i Catalogue of Life.